# Базовая станция
Базовая станция в радиосвязи вообще — системный комплекс приёмопередающей аппаратуры, осуществляющей централизованное обслуживание группы оконечных абонентских устройств.
Например, при организации связи малогабаритными мобильными рациями на местности, устанавливается стационарная антенна и радиостанция более высокой, нежели остальные, выходной мощности. Она осуществляет при необходимости ретрансляцию сигнала, а её оператор контролирует обстановку в эфире.

## В беспроводных сетях передачи данных
В беспроводных сетях передачи данных базовая станция — это приёмопередатчик радиосигнала, который выполняет роль концентратора в проводных локальных сетях. Обычно базовая станция состоит из маломощного приёмопередатчика и беспроводного маршрутизатора.

## В дуплексной радиосвязи

### Профессиональная радиосвязь
В профессиональных дуплексных системах радиосвязи базовая станция используется как центральный узел, выполняющий диспетчерские функции в сети мобильных радиостанций с централизованной топологией, а также как передатчик сообщений в пейджинговой связи. При этом базовая станция выступает в роли одного из оконечных узлов в канале связи, в роли другого оконечного узла выступает носимая или возимая радиостанция. Примерами базовых станций в профессиональной дуплексной радиосвязи являются диспетчерские центры службы такси или службы эвакуации автомобилей.
Базовые станции обычно бывают одноканальными. В системах с радиообменом низкой интенсивности возможно использование многоканальных базовых станций. В системах с интенсивным радиообменом при необходимости использования дополнительных каналов обычно устанавливают по одной одноканальной радиостанции на каждый канал. При этом на диспетчерском пульте каждая базовая станция отображается как отдельный канал. В больших диспетчерских центрах с несколькими диспетчерами это обеспечивает независимую одновременную работу нескольких диспетчеров на разных каналах. При этом базовые станции могут быть территориально удалены как друг от друга, так и от диспетчерского центра. В качестве примера приводят единый диспетчерский центр такси на несколько городов. Диспетчер выбирает требуемый канал и передаёт информацию автомобилям в требуемом городе.
Базовые станции могут быть с местным или дистанционным управлением. Местное управление обеспечивается локально при помощи органов управления оборудования, установленного на базовой станции. При дистанционном управлении используются органы управления на диспетчерском пульте. Команды передаются при помощи сигналов переменного тока тональной частоты либо сигналами постоянного тока в формате 4-20 мА. Команды обрабатываются схемами управления на базовой станции. Связь диспетчерского центра с удаленными базовыми станциями ведется по выделенному телефонному каналу либо по каналу радиосвязи, отличному от канала связи с подвижными объектами. Некоторые системы для связи диспетчерского центра с базовыми станциями используют четырёхпроводные телефонные линии или радиоканалы полной дуплексной связи, иные системы используют двухпроводные телефонные линии или полудуплексные радиоканалы.

### Любительская радиосвязь
В любительской радиосвязи также используются базовые станции, обеспечивающие связь между мобильными объектами. Её используют путешественники, дальнобойщики, а также иные лица, в основном для развлечения и для связи между членами одной группы. Любительскую радиосвязь также используют для связи со спасательными службами при чрезвычайных происшествиях, а также для экстренного оповещения гражданского населения при стихийных бедствиях.
В качестве примера можно привести австралийскую сеть базовых станций гражданского диапазона УКВ (UHF CB), которая состоит из многочисленных базовых станций и ретрансляторов, работающих на различных каналах и позволяющих обеспечивать вызов спасательных и дорожных служб, а также связь между радиостанциями, находящимися в разных частях страны.

## В беспроводной телефонии
Беспроводная телефония отличается от дуплексной радиосвязи тем, что:
- Беспроводная телефонная связь является коммутируемой: при помощи набора номера в начале разговора устанавливается канал связи с вызываемым абонентом, после того как один из абонентов положит трубку — канал разрывается.
- Беспроводные телефоны обычно имеют связь с телефонной сетью общего пользования.

Базовая станция в беспроводной телефонии связывается с носимым или возимым беспроводным телефонным аппаратом. При этом сигналы от одного или нескольких мобильных телефонов принимаются базовой станцией, которая передает эти вызовы в наземные телефонные линии. Применение других видов аппаратуры при этом зависит от архитектуры сети. Мобильные сети операторов связи, например сети GSM, используют для этих целей коммутаторы, Радиорелейная связь и Автоматическая телефонная станция. В отличие от этого базовые станции бытовых беспроводных радиотелефонов подсоединены напрямую проводным к телефонным линиям.

### В сотовой связи
Базовая станция применительно к сотовой связи — комплекс радиопередающей аппаратуры (ретрансляторы, приёмопередатчики), осуществляющий связь с конечным абонентским устройством — сотовым телефоном. Одна базовая станция стандарта GSM обычно способна поддерживать до 12 передатчиков, а каждый передатчик способен одновременно поддерживать связь с 8 общающимися абонентами. Комплекс расположенных рядом базовых станций образует соту. Базовые станции соединены с коммутатором сотовой сети через контроллер базовых станций. 

#### Стационарные
Контроллер и коммутатор устанавливаются в одном помещении и соединяются прямой оптической линией. Подключение каждой базовой станции к контроллеру осуществляется посредством транспортной сети, которая строится на базе радиорелейных, волоконно-оптических и медных линий. В некоторых странах базовые станции маскируют под растительность, что позволяет немного разукрасить железные конструкции вышек.

#### Мобильные
Передвижные базовые станции монтируются на базе транспортного средства (автомобилей и прицепов) с установленным оборудованием 2G, 3G, 4G, и даже 5G. Радиус действия передвижной базовой станции до 25 км, позволяет обслужить до 6 тысяч абонентов и/или обеспечить мобильный интернет для одновременного пользования около 1000 абонентов со скоростью 300 Мбит/с. Скорость передачи данных может достигать 1 Гбит/с в идеальных условиях. Мобильная спутниковая также включает Радиорелейное или спутниковое оборудование для связи с основной инфраструктурой. Дизель-генератор, позволяющий работать автономно, при отсутствие возможности подключения к электросети. Система охлаждения (кондиционер) или обогрева (печка), для обеспечения терморежима.

## Другое
Базовые станции также применяются в сотовом телевидении, транкинговой связи, сетях Wi-Fi, WiMAX и других технологиях.